# Prueba χ² de Pearson
La prueba χ² de Pearson se considera una prueba no paramétrica que mide la discrepancia entre una distribución observada y otra teórica (bondad de ajuste), indicando en qué medida las diferencias existentes entre ambas, de haberlas, se deben al azar en el contraste de hipótesis. También se utiliza para probar la independencia de dos variables entre sí, mediante la presentación de los datos en tablas de contingencia.
La fórmula que da el estadístico es la siguiente:
{\displaystyle \chi ^{2}=\sum _{i}{\frac {(\mathrm {observada} _{i}-\mathrm {teorica} _{i})^{2}}{\mathrm {teorica} _{i}}}}
Cuanto mayor sea el valor de {\displaystyle \chi ^{2}}, menos verosímil es que la hipótesis nula (que asume la igualdad entre ambas distribuciones) sea correcta. De la misma forma, cuanto más se aproxima a cero el valor de chi-cuadrado, más ajustadas están ambas distribuciones.
Los grados de libertad gl vienen dados por :
{\displaystyle gl=(r-1)(k-1)}
Donde r es el número de filas y k el de columnas.
- Criterio de decisión:

No se rechaza {\displaystyle H_{0}} cuando {\displaystyle \chi ^{2}<\chi _{t}^{2}((r-1)(k-1))}. En caso contrario sí se rechaza.
Donde t representa el valor proporcionado por las tablas, según el nivel de significación estadística elegido.
Independencia de variables categóricas
No se debe confundir el concepto anterior con la prueba de independencia de chi-cuadrado de Pearson.
La prueba de independencia de ji-cuadrado o chi-cuadrado, contrasta la hipótesis de que las variables son independientes, frente a la hipótesis alternativa de que una variable se distribuye de modo diferente para diversos niveles de la otra. 
La prueba de chi-cuadrado de Pearson contrasta si las diferencias observadas entre los dos grupos son atribuibles al azar.
Ho=Sí hay independencia entre las variables (p>0,05)
H1=No hay independencia entre las variables (p<0,05), o bien las variables son dependientes.